# Správa dokumentů
Správa dokumentů nebo také Systém pro správu dokumentů (Document management system (DMS) nebo Electronic Document management (EDM)), je počítačový systém určený ke správě elektronických dokumentů a/nebo zdigitalizovaných papírových dokumentů, tj. např. dokumentů převedených do digitální podoby skenováním.
Termín správa dokumentů se překrývá s termínem systém pro správu obsahu. Zatímco systémy pro správu obsahu obvykle pomáhají uživatelům s procesem tvorby dokumentu, systémy pro správu dokumentů oproti tomu obsah dokumentů neřeší a berou dokumenty jako atomické prvky.

## Obvyklé úkoly
Typický systém pro správu dokumentů řeší následující problémy
1. Začleňování dokumentů
  1. Vkládání souborů Zde stojí za zmínku možnost hromadného ukládání dokumentů, nebo přímé ukládání dokumentů z aplikací, které neumožňují realizovat přímý zápis do databáze (Active Folder, Database connection).
  2. Metapopis dokumentů a jejich revizí slouží k přidání dodatečné informace k dokumentu/revizi, která může a nemusí být součástí obsahu dokumentu. Obvykle je metapopis využíván pro rychlejší vyhledání konkrétního dokumentu. Např. autor dokumentu je typický prvek metapopisu. Jedna ze součástí metapopisu jsou i kategorie. Při začleňování (vkládání) souborů do EDM systému je vhodné doplňovat metapopis (autor dokumentu, rešerše,...). Je výhodné, pokud systém má schopnost autodetekce a samoučení - odvozování metapopisu z názvu souboru, atributů souboru.
  3. Správa metapopisu Umožňuje řídit, jaký metapopis budou dokumenty mít. Nejjednodušší systémy používají sadu předdefinovaných parametrů, pokročilejší systémy dovolují upravit metapopis dokumentů/revizí pro celý systém, zatímco nejpokročilejší dovolují řídit metapopis až na úroveň složek a dokonce jednotlivých dokumentů.
2. Správa verzí dokumentů
  1. Automatické přidělování identifikátorů dokumentům a jejich revizím přináší jistotu, že dokumentu a jeho revizi bude přiděleno číslo ze správné řady a že číslo bude v rámci systému (nebo složky) jednoznačné.
  2. Verzování verze/revize slouží pro odlišení různých stavů, ve kterých se dokument během svého života nacházel. Ideální je, pokud rozdíly ve verzích dokumentů systém uchovává pouze jako binární změnu souboru a soubor umí zrekonstruovat do požadovaného funkčního stavu.
3. Dostupnost dokumentace díky centralizovanému přístupu.
  1. Dokumenty jsou poskytovány z jediného centrálního zdroje (distribuovaného, či replikovaného), kde jsou vždy aktuální.
  2. Centralizace vede ke snížení redundance dat, protože je není potřeba vyměňovat mezi uživateli, stačí jenom je vložit do centra a poskytnout odkaz na místo, kde se nachází.
4. Dohledatelnost slouží k vyhledávání informací jiným způsobem, než jakým byl dokument uložen. Vyhledávat by mělo být možné nejen v metapopisech, ale také přímo v uložených dokumentech, pokud poskytují fulltextový index. Principem je, aby Správa dokumentů byla schopna vytěžit fulltextový index a začlenit do svého vyhledávání. Z hlediska uživatelů je vhodné, aby šlo definovat kaskádovité podmínky vyhledávání (hledat ve vyhledaném), nebo omezit prohledávání jenom určitých polí (např. pole Autor).
  1. Kategorizace slouží k interaktivnímu zobrazování dokumentů podle kategorií. Kategorie by mělo být možné organizovat do hierarchických struktur (větví), kde nadřazená kategorie automaticky zahrnuje své podřízené.
5. Přístupová práva slouží k omezení přístupu neautorizovaných uživatelů k datům systému. Opět najdeme celou škálu systémů od těch, kterým zcela systém přístupových práv chybí, přes ty, které dovolují vidět vše nebo nic, až po ty, které dokáží řídit přístup k jednotlivým složkám, k jednotlivým dokumentům, nebo dokonce i k jednotlivým položkám metapopisu.
6. Archivace obvykle řeší problémy typu: Co s plným diskem? Jak zálohovat? Důležitou otázkou je: jak vyexportuji veškeré dokumenty ven, např. do adresářové struktury? Jak je přenesu do jiného systému? Zde nabízí odpověď strukturovaný XML.
7. Workflow "tok dokumentů" v systémech pro správu dokumentů podporuje procesy oběhu dokumentace. Obvykle umožňuje uživatelům vidět pohromadě "Dokumenty k vyřízení". Managementu pak obvykle poskytuje nástroje pro sledování dokumentu v rámci procesu, tj. např. umí dávat odpovědi na otázky "Které dokumenty jsou připraveny ke schválení déle než měsíc a stále ještě nebyly schváleny?".

## Porovnání modelů
Systémy EDM mají z principu databázové jádro. Podle toho, jestli jsou založeny na relačním, dokumentovém nebo objektovém modelu, vyplývají také jejich výhody a omezení.

### Relační model
EDM systémy založené na relačním modelu využívají následujících prostředí (v abecedním pořadí):
- For Projects
- MS SQL
- MySQL
- Oracle
- SAP

Aplikace
- IS ALeX

### Dokumentový model
EDM systémy založené na dokumentovém modelu využívají následujících prostředí
- Lotus Notes

Aplikace
- Docker
- Rivera

Výhodou tohoto modelu je distribuovaný systém, tzn. že aplikace může být umístěna na více než jednom serveru, co umožňuje snadné vyjmutí dílčích částí archivu, snadná zálohovatelnost, přenositelnost, a využívání této části bez nebo s omezeným síťovým připojením.

### Objektový model
EDM systémy založené na objektovém modelu využívají následujících prostředí
Aplikace
- Xerox DocuShare

## Systém pro správu dokumentů ve stavebnictví
Specifikum dokumentů ve stavebnictví jsou grafické podklady - především výkresy. K jednotlivým výkresům mají rovněž přístup oddělené skupiny lidí od investorů až po specialisty. Avšak sledování změn ve výkresech neprobíhá jako u textových dokumentů, naopak vyvstává požadavek zobrazit původní i novou verzi překryvnou formou, což je nejvýhodnější.
Problematiku v současnosti posouvá i nový model práce s výkresy. BIM (Building information model) říká, že projekt stavby se nemá skládat z výkresů a ostatních dokumentů, ale jediného stavebního modelu, který v sobě implementuje všechny informace o stavbě, a to 4 rozměrnou formou - tj. 3 rozměrný informační model stavby vyvíjející se v čase. Časem se však nemyslí pouze verzování informačního modelu stavby, ale taktéž postup výstavby v čase (harmonogram stavby).